# Erigonops
Erigonops Scharff, 1990 è un genere di ragni appartenente alla famiglia Linyphiidae.

## Distribuzione
L'unica specie oggi attribuita a questo genere è stata reperita nel Sudafrica.

## Tassonomia
Inizialmente descritta come Erigonopsis Hewitt, 1915, il nome è cambiato in quello attuale in quanto precedentemente occupato da Erigonopsis Townsend, 1912, un genere di ditteri tachinidi.
A dicembre 2011, si compone di una specie:
- Erigonops littoralis (Hewitt, 1915)[3] — Sudafrica